# Biografielijst Tz

## Tza
- Shimon Tzabar (1926-2007), Israëlisch-Brits militair, columnist, journalist, dichter, (kinderboeken)schrijver, publicist, kunstschilder en paddenstoelendeskundige
- Tzannis Tzannetakis (1927-2010), premier van Griekenland
- Tristan Tzara (1896-1963), Roemeens dichter en essayist

## Tzi
- Alexandros Tziolis (1985), Grieks voetballer

## Tzo
- Alexandros Tzorvas (1982), Grieks voetballer

## Tzu
- Sun Tzu (ook Sunzi), (ca. 544 v.Chr. - ca. 496 v.Chr.), Chinees generaal en schrijver
- Judie Tzuke (1956), Brits zangeres en componiste